# Suedehead (canción)
«Suedehead» es un sencillo de 1988 del cantante inglés Morrissey, lanzado el 15 de febrero de 1988. Coescrita por Morrissey y el ex productor de The Smiths, Stephen Street, la canción fue el primer lanzamiento en solitario de Morrissey después de la ruptura de The Smiths. Morrissey se inspiró líricamente en la subcultura Suedehead, recordando a un individuo de su adolescencia en el contexto del movimiento. Street, que originalmente había tratado de aportar sus ideas musicales a Morrissey para usarlas en las caras B de Smith, también contribuyó con el bajo, mientras que Vini Reilly y Andrew Paresi completaron su nueva banda solista.
"Suedehead" apareció en el álbum debut de Morrissey, Viva Hate, y en el álbum recopilatorio Bona Drag, el último de los cuales también incluía la cara B "Hairdresser on Fire". Tras su lanzamiento, la canción tuvo un éxito comercial, alcanzando el número cinco en el Reino Unido, así como excelentes críticas por su musicalidad al estilo Smiths y el nuevo equipo de redacción de Morrissey-Street. Animado por el éxito del sencillo, Morrissey continuaría trabajando con Street para los sencillos posteriores y el resto de Viva Hate.
Desde su lanzamiento, "Suedehead" se ha convertido en una de las canciones más exitosas de Morrissey y sigue siendo aclamada por la crítica por los escritores modernos.

## Antecedentes
Morrissey escribió la letra de "Suedehead" sobre una figura que conoció desde su adolescencia, aunque se negó a especificar al individuo en una entrevista y comentó: "Preferiría no dar direcciones ni números de teléfono en este momento". La canción tomó su título de la subcultura Suedehead.  Morrissey explicó sus sentimientos sobre la subcultura en una entrevista de junio de 1988 con la revista Spin:

Un suedehead era un superado skinhead, pero superado sólo en el sentido del cabello. Un skinhead crecido que era un poco más suave. No es un gamberro del fútbol. Allá por el 71, cuando los cultos juveniles estaban arrasando en Manchester, había un tremendo aire de intensidad y potencial desagradable. Algo interesante me atrapó sobre todo el asunto. No creo que hubiera buenos chicos; todo el mundo tenía varias cargas sobre sus hombros. Hubo una gran velocidad de odio. A todos les patearon la cabeza. Eso me ha convertido en lo que soy hoy.

Comparte título con el libro de Richard Allen del mismo nombre, que de manera similar se desarrolla en la subcultura, pero Morrissey comentó: "Leí el libro cuando salió y estaba bastante interesado en todo el culto a Richard Allen. Pero realmente me gusta la palabra 'suedehead'". La canción también incluye la letra "It was a good lay", que Morrissey comentó en broma que en realidad fue una mala interpretación de "It was a bootleg".
"Suedehead" fue la primera colaboración de Morrissey como compositor con el ex productor de The Smiths, Stephen Street. Street, que inicialmente creyó que los Smiths se reunirían a los pocos meses de separarse, envió demos de sus pistas instrumentales a Morrissey como posibles ideas para las caras B del grupo.  Con una banda que incluía a Street, Vini Reilly y Andrew Paresi, Morrissey intentó la canción en su primera sesión de grabación en solitario. Con respecto a su línea de bajo, Street señaló: "Una cosa que siempre aprendí al trabajar con los Smiths fue que Morrissey a menudo se posiciona en relación con lo que hace la línea de bajo. Así que cuando trabajé en 'Suedehead' hice la línea de bajo melódica, no sólo notas fundamentales". 

## Lanzamiento
"Suedehead" se señaló como un sencillo potencial al principio del proceso de grabación de la canción. Street recordó: "Creo que fue bastante evidente de inmediato que iba a ser un sencillo. Había algo en él que era realmente especial". Morrissey comentó en una entrevista de 1988 que le preocupaba que "jadeara cuando llegaba a los 30 grados y se desintegrara" y que dudaba en liberarlo, pero se dejó "llevar por una ola de entusiasmo general". Más tarde, Street cuestionó esto y recordó: "Morrissey me envió una tarjeta que decía: 'No leas la entrevista'. Creo que después de hacerlo se dio cuenta de que había sido un poco negativo acerca de las cosas. La idea "Que no quería que 'Suedehead' fuera el single es una completa tontería, estaba tan emocionado como cualquier otra persona por lanzarlo". La afinidad del sello discográfico por la canción ayudó a calmar las preocupaciones de que Street escribiera todo el álbum Viva Hate.
"Suedehead" fue lanzado por Morrissey como su sencillo debut en solitario en febrero de 1988. El sencillo fue un éxito comercial en el Reino Unido, alcanzando el puesto número cinco en la lista de sencillos del Reino Unido y el top 10 en Irlanda y Nueva Zelanda. El sencillo llegó más alto que cualquiera de los sencillos que Morrissey lanzó mientras estaba en The Smiths. El éxito comercial y de crítica convenció a Morrissey de continuar su colaboración con Street, quien recordó: "No fue hasta que 'Suedehead' salió a finales de febrero – y obtuvo críticas fantásticas en todos los ámbitos – que volvió a ponerse en contacto conmigo. otra vez. Si 'Suedehead' hubiera salido y hubiera sido un completo fracaso y no hubiera sido un éxito, ¡nunca habría vuelto a saber de él!"  Además de aparecer en Viva Hate, la canción apareció en el álbum recopilatorio de Morrissey de 1990, Bona Drag.
El vídeo musical, dirigido por Tim Broad, muestra a Morrissey caminando por las calles de Fairmount, Indiana,  la ciudad natal del actor James Dean, incluyendo tomas de la escuela donde Dean estudió y el cementerio Park, donde está enterrado. Otras alusiones a Dean en el video incluyen a un niño (interpretado por Sam Esty Rayner, el sobrino de Morrissey, quien luego dirigió el video de "Kiss Me a Lot" en 2015) que le entrega a Morrissey una copia de El Principito, el libro favorito de Dean.  Morrissey caracterizó el video como él "jugando con el suelo de James Dean". 
La obra de arte del sencillo presenta una foto tomada por Geri Caulfield durante un concierto de los Smiths en el London Palladium. Morrissey estrenó la canción en vivo en su infame concierto debut en solitario en el Civic Hall de Wolverhampton en diciembre de 1988. 

## Recepción de la crítica
Tras su lanzamiento, "Suedehead" recibió elogios de la crítica y fue elogiado como un digno sucesor del trabajo de Morrissey en The Smiths. NME dio el sencillo 'Single of the Week 2' diciendo que "su voz alcanza un tono que te revuelve el estómago con un deleite mareado. Te hace sentir vulnerable y provoca emociones que has olvidado". En el NME Year in Review de 1988, la canción fue descrita como "El mejor número 1 del 88 que nunca nos dio". Sounds dijo en un artículo de 1988: "La canción no era tan buena como la de Prime Smiths, pero era una melodía bellamente reflexiva, que mostraba que el ex coproductor de los Smiths, Stephen Street, podía asumir el papel anterior de Marr como compositor".
En una reseña retrospectiva de AllMusic, el crítico Ned Raggett lo describió como "un número memorable, con las sutiles orquestaciones de Street llevando el alcance de la canción".  Stereogum la clasificó como la mejor canción en solitario de Morrissey y escribió: "Quizás la canción más conocida y querida de Morrissey, y con razón: es intachable, innegablemente genial y absolutamente omnipresente. Al menos, Morrissey nos demostró eso, fresco Desde el principio como solista, pudo escribir una de las mejores canciones de los Smith nunca escritas por los Smiths".  Spin lo calificó como el segundo mejor y escribió: "La muestra de confianza en el sencillo debut en solitario de Morrissey se sintió nada menos que triunfante".  Consequence lo nombró su quinta mejor canción y concluyó: "Aunque 'Suedehead' es tan tintineante como muchas canciones de los Smiths, fue lo suficientemente de Morrissey para marcar el comienzo claro de una nueva era". 

## Lista de canciones
- Vinilo de 7 pulgadas

1. "Suedehead"
2. "I Know Very Well How I Got My Name"

- Vinilo de 12 pulgadas

1. "Suedehead"
2. "I Know Very Well How I Got My Name"
3. "Hairdresser on Fire"

- CD y cassette

1. "Suedehead"
2. "I Know Very Well How I Got My Name"
3. "Hairdresser on Fire"
4. "Oh Well, I'll Never Learn"

## Personal
- Morrissey- voz
- Stephen Street- bajo; guitarra
- Vini Reilly- guitarra; teclados
- Andrew Paresi- batería; percusión

## Listas
| Listas (1988)                             | Máxima posición |
| ----------------------------------------- | --------------- |
| Australia (Australian Music Report)       | 45              |
| Europa (Eurochart Hot 100)                | 19              |
| Irlanda (IRMA)                            | 2               |
| Países Bajos (Dutch Top 40 Tipparade)     | 2               |
| Países Bajos (Single Top 100)             | 30              |
| Nueva Zelanda (Recorded Music NZ)         | 8               |
| Reino Unido (OCC)                         | 5               |
| Alemania Federal (Official German Charts) | 29              |

## Reedición de 2012
Se lanzó un remix de la canción de la banda estadounidense Sparks para el Record Store Day de 2012. El remix se lanzó originalmente en 2006 en un álbum recopilatorio. 

### Listado de pistas
- "Suedehead (Mael mix)"
- "We'll Let You Know" (en vivo en Londres 1995)
- "Now My Heart Is Full" (en vivo en Londres 1995)